# Tereza Kunhuta Sobieská
Tereza Kunhuta Sobieská (polsky Teresa Kunegunda Sobieska, německy Kurfürstin Therese Kunigunde, 4. března 1676 – 10. března 1730) byla polskou princeznou a bavorskou kurfiřtkou. V letech 1704–1705 vládla jako regentka ve Falckém kurfiřtství.

## Život
Narodila se jako dcera polského krále Jana III. a Marie Kazimíry d’Arquien. Dne 2. ledna 1695 se provdala za Maxmiliána II. Emanuela. Svému muži porodila deset potomků, včetně císaře Svaté říše římské Karla VII. a Klemense Augusta Bavorského, arcibiskupa-kurfiřta kolínského.
V letech 1704–1705, po přesídlení bavorského dvora do Španělského Nizozemí po porážce v bitvě u Höchstädtu, měla zřejmě na starosti vládu ve Falckém kurfiřtství jako falcká princezna regentka. Nicméně, když odjela navštívit svou matku, armáda jí nedovolila, aby se vrátila. Proto strávila deset let v exilu a vrátila se až v roce 1715.
Pohřbena byla v Theatinském kostele v Mnichově.

## Potomci
- 1. syn (*/† 12. 8. 1695 Brusel)
- 2. Marie Anna Karolína (4. 8. 1696 Brusel – 9. 10. 1750 Mnichov), řeholnice v Mnichově
- 3. Karel VII. Bavorský (6. 8. 1697 Brusel – 20. 1. 1745 Mnichov), bavorský kurfiřt 1726–1745, český vzdorokrál 1741–1743, císař Svaté říše římské od roku 1742 až do své smrti
  - ⚭ 1722 Marie Amálie Habsburská (22. 10. 1701 Vídeň – 11. 12. 1756 Mnichov)
- 4. Filip Mořic Maria (5. 8. 1698 Brusel – 12. 3. 1719 Řím), svobodný a bezdětný
- 5. Ferdinand Maria Innocenc Bavorský (5. 8. 1699 Brusel – 9. 12. 1738 Mnichov), císařský generál a polní maršál
  - ⚭ 1719 Marie Anna Karolína Neuburská (30. 1. 1693 Zákupy – 12. 9. 1751 Ahaus), falckraběnka neuburská
- 6. Klement August Wittelsbach (17. 8. 1700 Brusel –1761 Koblenz), biskup v Řezně, Münsteru, Paderbornu, Hildesheimu a Osnabrücku, kolínský kurfiřt a arcibiskup od roku 1723 až do své smrti
- 7. Vilém (12. 6. 1701 Mnichov – 12. 2. 1704 tamtéž)
- 8. Alois Jan Adolf (21. 6. 1702 Mnichov – 18. 6. 1705 tamtéž)
- 9. Jan Teodor Bavorský (3. 9. 1703 Mnichov – 27. 1. 1763 Lutych), biskup v Řezně, Freisingu a Lutychu
- 10. Maxmilián Emanuel Tomáš (21. 12. 1704 Mnichov – 18. 2. 1709 tamtéž)